# Рібейра Пейше (футбольний клуб)
Футебол Клубе Рібейра Пейше або просто Рібейра Пейше (порт. Futebol Clube Ribeira Peixe) — професіональний футбольний клуб із міста Рібейра Пейше в районі Кауї на острові Сан-Томе, в Сан-Томе і Принсіпі.

## Історія
В сезоні 2009-2010 років клуб вийшов до вищого дивізіону Чемпіонату острова Сан-Томе, але вже наступного ж сезону вилетів знову до другого дивізіону. Зараз клуб продовжує виступати у Другому дивізіоні Чемпіонату острова Сан-Томе.

## Стадіон
Домашні матчі «Рібейра Пейше» проводить на стадіоні «Кампу ді Рібейра Пейше», який може вмістити 1 000 уболівальників.